# Кайданович, Антон Иванович
Антон Иванович Кайданович (22 марта 1931, село Фёдоровка, Новоград-Волынский район, Житомирская область, Украинская ССР — 18 октября 1997, село Камышенка, Астраханский район, Акмолинская область, Казахстан) — тракторист колхоза «3-я Пятилетка» Астраханского района Целиноградской области, Казахская ССР. Герой Социалистического Труда (1967).

## Биография
Родился в 1931 году в крестьянской семье в селе Фёдоровка Новоград-Волынского района. В конце 1930-х годов его семья в статусе спецпереселенцев была депортирована в Акомлинскую область Казахской ССР. С 1949 года — прицепщик в колхозе «3-я Пятилетка» Астраханского района. После окончания курсов механизации при Калининской МТС трудился трактористом, комбайнёров в этом же колхозе.
За первые три года Восьмой пятилетки (1966—1970) обработал 5322 гектара пахотной земли. Указом Президиума Верховного Совета СССР от 19 апреля 1967 года удостоен звания Героя Социалистического Труда за «достигнутые успехи в увеличении производства и заготовок зерна в 1966 году» с вручением ордена Ленина и золотой медали «Серп и Молот» (№ 14925).
После выхода на пенсию проживал в селе Камышенка Астраханского района. Умер в октябре 1997 года.